# Smidtia winthemioides
Smidtia winthemioides är en tvåvingeart som först beskrevs av Louis-Paul Mesnil 1949.  Smidtia winthemioides ingår i släktet Smidtia och familjen parasitflugor.
Artens utbredningsområde är Taiwan. Inga underarter finns listade i Catalogue of Life.